# Трубецкой, Александр Петрович
Князь Алекса́ндр Петро́вич Трубецко́й (1830—1872) — камергер, действительный статский советник, харьковский губернский предводитель дворянства.

## Биография
Родился в 1830 году, сын смоленского и орловского губернатора генерал-лейтенанта князя Петра Ивановича Трубецкого и его жены Эмилии Петровны (дочери генерал-фельдмаршала П. Х. Витгенштейна).
Образование получил в Пажеском корпусе, из которого выпущен 26 мая 1849 года корнетом в Кавалергардский полк.
В чине майора Грузинского гренадерского полка за отличие при штурме Карса во время Крымской войны награждён 19 марта 1856 года орденом Св. Георгия 4-й степени (№ 9899 по кавалерскому списку Григоровича — Степанова). В донесении о бое было сказано:
При штурме укреплений на Шорахских высотах майор князь Трубецкой, состоя младшим штаб-офицером 3-го батальона Грузинского гренадерского полка, во всё время боя был деятельным помощником батальонного командира и примером собственной храбрости воодушевлял нижних чинов, с явной опасностью жизни, под сильнейшим огнём неприятеля. Несмотря на полученную рану осколком гранаты в голову, он по выбытии за раною из фронта командира батальона заменил его и оставался в строю до конца сражения.
По окончании войны Трубецкой в строю за ранами оставаться не мог и вскоре вышел в отставку в чине подполковника.
В 1861 году он был избран на должность харьковского губернского предводителя дворянства. В 1864 году получил звание камергера. В 1867 году был награждён орденом Св. Станислава 1-й степени. С 27 марта 1866 года состоял в чине действительного статского советника.
Скончался в 1872 году в Харькове.
От брака с Надеждой Михайловной Веселовской имел сына Сергея (1862—1882) и трёх дочерей: Эмилию (1857—1878; умерла от чахотки), Марию (1863—1922; замужем за бароном В. Ф. Лауницем) и Веру (1865— ?; в замужестве Гудим-Левкович).